# Orfanato de Prinkipo
El Orfanato de Prinkipo (en turco: Prinkipo Rum Yetimhanesi, también conocido como Palacio de Prinkipo u Orfanato Griego de Büyükada) es un edificio histórico de madera de 20000 m² situado en Büyükada (Prinkipo en griego), una de las nueve Islas de los Príncipes frente a la costa de Estambul, Turquía, en el mar de Mármara. Está considerado como el mayor edificio de madera de Europa y el segundo del mundo y sirvió de orfanato desde 1903 hasta 1964.

## Historia
Fue diseñado y construido en 1898 por el arquitecto franco-otomano Alexandre Vallaury como hotel de lujo y casino, con el nombre de Palacio de Prinkipo, para la Compagnie Internationale des Wagons-Lits, la compañía europea de trenes de pasajeros que operaba el Orient Express. Sin embargo, fue vendido en 1903, cuando el sultán Abdul Hamid II no quiso conceder un permiso para su explotación, y posteriormente fue comprado por la esposa de un destacado banquero griego, Eleni Zarifi, que lo donó al Patriarcado Ecuménico de Constantinopla, que lo explotó como orfanato. El 21 de abril de 1964, durante el aumento de la tensión de la cuestión chipriota y la persecución contra la población griega local por parte de las autoridades estatales, el orfanato fue cerrado por la fuerza por la Dirección General de Fundaciones (Vakif Genel Mudurlugu). En 1997, la propiedad fue confiscada por el Estado turco. A lo largo de su historia, el orfanato ha atendido las necesidades de 5800 huérfanos.